# Оскар Меріканто
Оскар Меріканто (прізвище при народженні — Маттссон, фін. Oskari Merikanto швед. Frans Oskar Merikanto Frans Oskar Merikanto; 5 серпня 1868, Гельсингфорс — 17 лютого 1924, Ойтті) — фінський композитор, органіст, диригент, професор. Природна мелодійність і світло музики Меріканто, а також використання в ній перш за все фінської поезії зробили його твори широко улюбленими як в самій Фінляндії, так і за її межами. Його популярність затьмарила на деякий час навіть Яна Сібеліуса.

## Життєпис

### Дитинство і юність
В юності Оскар Меріканто відвідував фінське училище початкового навчання в Гельсінкі, проте закінчив тільки шість класів, що було пов'язано як з пристрастю до музики, так і з сімейними проблемами.
Органіст Старої церкви в Гельсінкі Лаурі Гямяляйнен взяв його під своє заступництво і почав навчати музики.
У 1887 Меріканто зіграв свій перший концерт, в програмі якого були твори «Grande valse» і «Літній вечір».
Отримавши стипендію від сенату та приватну допомогу від Аврори Карамзіної і кондитера Ф. Екберга, композитор-початківець вирушив на навчання до Німеччини.
У 1887–1889 Меріканто навчався в Лейпцизькій консерваторії у Роберта Папперіца і Густава Шрека.
У цей час з'явилася популярна пісня «Баю-бай, крихітко», присвячена Наемі Шрек.
Після смерті Лаурі Гямяляйнен восени 1888 Меріканто став його наступником на посаді викладача в школі канторів -органістів.
Потім відбулася навчальна поїздка до Берліну, де вчителем Меріканто був Альберт Беккер. Тод ж він склав соло «Весняним південним птахам», «Згадуючи», «Золота крихітка» і «В морі» на вірші Йогана Еркко.
У 1892 Меріканто був призначений органістом в Нову церкву (нині церква Іоанна) в Гельсінкі (другим кандидатом на цю посаду був Ілмарі Крон). Кантором в Новій церкві працював відомий бас Абрагам Оянпера, з яким він виступав у численних концертах, а потім — Альфред Гільман.
У 1892–1895 Меріканто керував змішаним хором робітників, тоді ж він написав відомий «Марш робітників» на вірші Антті Тернрооса.

### Музична і громадська діяльність
Меріканто, що належав до руху младофінів, з кінця 1880-х був музичним критиком в газетах «Пяйвялегті», « Гельсінгін Саномат», «Уусі Суометар», «Сявелетяр» і журналу «Валвоя». В середині 1890-х він спробував відкрити магазин з продажу фортепіано. Витівка, однак, успіху не мала. До оголошеного Товариством фінської літератури в 1898 музичного конкурсу Меріканто закінчив написання першої фінської опери «Дівчина з Півночі». Одночасно з'являються сольні твори «Пісня Валлінкорва» (слова А. Мякеля) і «Коли світить сонце» (слова Г. Гаагті), а також дует «Щасливі» (слова Алексіса Ківі) і фортепіанний твір «Valse lente». Опера «Дівчина з Півночі» була вперше виконана лише в 1908 на співочому святі у Виборзі і в Гельсінкі.
З кінця 1880-х співочі фестивалі входили в регулярну програму Оскара Меріканто. Він входив до журі свят як їх керівник і акомпаніатор. Також Меріканто акомпанував на концертах таких відомих співаків, як Айно Акті, Альма Фострем, Абрагам Оянпера. Із закордонних артистів Меріканто акомпанував, у тому числі Пабло Касальсу, Фріцу Крейслеру, Альберту Спалдінгу і багатьом іншим. Меріканто був знайомий з широкими культурними та артистичними колами Фінляндії. В області оперної та церковної музики йому були близькі Еммі і Лоренц Агте. Крім музикантів, його друзями були поети Ейно Лейно і Й. Еркко.
Меріканто багато виступав не тільки на батьківщині, але і за кордоном.
У 1900 він вирушив на гастролі до США на запрошення американських фінів. Праця зі складання творів тривала в основному під час літніх відпусток. Меріканто розширив і свою педагогічну діяльність, ставши в 1904 спочатку асистентом, а потім в 1906 педагогом по класу органа в музичному училищі в Гельсінкі.
Восени 1915 Меріканто був обраний членом державної комісії з музичного мистецтва.

#### Оперна музика
На початку XX століття все більший інтерес почав проявлятися до фінської національної опери.
Армас Ярнефельт, Едвард Фацер, Айно Акте і Роберт Каянус стали організовувати оперні виступи, і в листопаді 1910 домоглися показу опери Меріканто «Смерть Еліни».
У 1911 була створена Фінська національна опера і Меріканто входив до числа організаторів цього театру, ставши в 1911–1922 його першим диригентом і композитором-викладачем. Подорож до Італії в 1911 дала нові стимули для створення опери. Меріканто активно брав участь в оперному фестивалі в Савонлінні в 1912–1914 і в 1916.
На фестивалі 1913 була представлена опера «Смерть Еліни», а в 1914 — «Дівчина з Півночі».
У 1910-х Меріканто написав оперу «Регіна фон Еммеріц» (1919); водночас він все більше уваги надавав музичній освіті свого сина Ааре Меріканто.

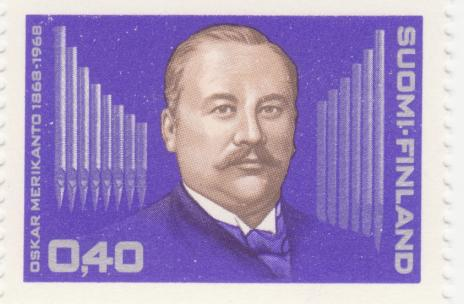
Поштова марка Фінляндії випуску 1968, присвячена столітньому ювілею композитора

У 1918 почали проявлятися ознаки серцевої хвороби, і Меріканто був змушений знизити темп роботи.
У наступному році отримав звання професора, а в 1921 йому призначили державну пенсію діяча мистецтв.
У 1920–1921 Меріканто їздив до Німеччини для ознайомлення з новими музичними постановками. У листопаді 1922 як прощальний виступ показали оперу «Смерть Еліни», після чого композитор вирушив у прощальну концертну поїздку містами Фінляндії. Однак він, як і раніше, не полишав професійної діяльності. Так, в 1923 Меріканто досить критично оцінив нову хоральну книгу Ілмарі Крона.
Помер Оскар Меріканто 17 лютого 1924 в містечку Ойті поблизу Хаус-Ярві.

## Основні твори

### Опери
- «Смерть Еліни» (1898)
- «Дівчина з Півночі» (1910)
- «Регіна фон Еммеріц» (1924)

### Інструментальні твори
- Idylli
- Kesäillan idylli (A Summer evening's idyll)
- Kesäilta, op.1 (Kesäillan valssi — Summer evening waltz) (nuotti PDF -tiedostona)
- Mä oksalla ylimmällä (On the highest tree-top)
- Scherzo
- Suomalaisia Kansanlauluja 1. Vihko
- Suomalaisia Kansanlauluja 4. Vihko
- Suomalaisia Kansanlauluja 5. Vihko
- Valse lente, op.33 (nuotti PDF -tiedostona)

### Вокальні твори

#### Сольні та дуети
- Annina (сл. Даніель Фалльстрем)
- Elämälle, Op. 93/4 (сл. Юган Снелльман)
- Itkevä huilu, Op. 52/4 (сл. Ларін Кюёсті)
- Kullan murunen, Op. 20/1 (сл. Йоган Еркко)
- Laatokka, Op. 38/1 (сл. Мікко Оутінен)
- Lastentaru takkavalkealla, Op. 82/3 (сл. І. Коскіміес)
- Ma elän !, Op. 71/1 (сл. Ларін Кюесті)
- Merellä, Op. 47/4 (сл. Йоган Еркко)
- Miks 'laulan, Op. 20/2 (сл. Йоган Еркко)
- Miss 'soutaen tuulessa
- Muistellessa, Op. 11/2 (сл. Йоган Еркко)
- Oi, kiitos sa luojani armollinen (сл. Ейно Лейно)
- Oi, muistatko vielä sen virren, Op. 52/3 (сл. Ейно Лейно) (ноти PDF -tiedostona)
- Onnelliset (сл. Алексіс Ківі) (ноти PDF -tiedostona)
- Pai, pai paitaressu, Op. 2/1 (сл. Й. Мустакалліо)
- Soi vienosti murheeni soitto, Op. 36/3 (сл. Гейккі Анса)
- Tuulan tei

#### Для хору
- Nälkämaan laulu